# Materia peccans
Als Materia peccans (lateinisch für „krankmachende Substanz“, von peccare „sündigen“) bezeichnete man in der Vier-Säfte-Lehre bis ins 19. Jahrhundert allgemein einen naturwidrigen Stoff, der eine Krankheit verursacht und daher vollständig ausgeschieden werden muss. Um eine Heilung der Krankheit zu ermöglichen, versuchten Ärzte, den Krankheitsstoff (etwa „bößes Blut“) bzw. die Krankheitsmaterie aus dem Körper zu entfernen, um dadurch eine Wiederherstellung des gestörten Säftegleichgewichts zu erzielen. Heute findet der Begriff nur noch in der Alternativmedizin Verwendung.

## Geschichte
Der Begriff entstammt der Humoralpathologie, die auf Hippokrates von Kos zurückgeht und teils bis ins 19. Jahrhundert die dominierende Medizintheorie darstellte. Bei den Hippokratikern war damit insbesondere die Abszessbildung (im Sinne von Absonderung) gemeint, die der Theorie zufolge im Körper gekocht, aber nicht natürlich ausgeschieden werden konnte. Galenos von Pergamon verwendete hierfür später die Begriffe schädliche Materie oder übler Saft. Die noxia materia von Aulus Cornelius Celsus könnte man modern mit Schadstoff übersetzen.
In seinem Kanon der Medizin übernahm Avicenna dieses Denken, im zweiten Buch findet sich u. a.:

„Und vergiftend ist eine Arznei, welche die Komplexion (eines Kranken) verdirbt, doch nicht allein, indem sie Säfte erzeugt, die dem Kranken entgegen und seiner Natur fremd sind, sondern indem sie auch solche Säfte im Überfluß und unstatthaft hervorruft, die ihm gemäß und eigen sind; wie dies der Eisenhut (napellus oder aconitum) tut.“

Auch der Eiter wurde humoralpathologisch gedeutet als geschmolzenes phlegma und somit als (giftige) Materia peccans angesehen.
Auch bei Hildegard von Bingen ist immer wieder von schlechten Säften die Rede, so etwa im Kapitel zur Rübe in ihrer Physica:

„Wenn sich einmal beim Menschen ein schlechter Saft in Geschwüren auftürmt, soll er Rübe essen, und das Geschwür wird verkleinert.“

Im Mittelalter bezeichnete man die die Pest bzw. den Schwarzen Tod verursachende Krankheitsmaterie (mittelhochdeutsch materie) als materia pestis.
Im Zedler findet sich Mitte des 18. Jahrhunderts folgende Definition:

„MATERIA PECCANS, ist in der Medicin dasjenige, wovon die Kranckheiten ihren Ursprung nehmen, und die ein geschickter Medicus bey Seite zu schaffen sich bemühen muß. In der Chirurgie wird diejenige weißliche, zähe, fettichte Feuchtigkeit so genennet, welche bey den Wunden am dritten oder vierten Tage erscheinet. (…) Die Materia peccans entstehet in dem menschlichen Cörper, wenn eine hefftige Stockung des Geblüths oder Verstopfung da ist, die sich nicht leicht will vertheilen lassen, so werden endlich die aufgetriebenen Aedergens bey der Stockung durch den Trieb und Gewalt des Geblüths gebrochen, die flüßige Theile ergiessen sich zwischen die dabey gelegene Theile, werden durch die Wärme faul, scharf und stinckend, zernagen die subtile dabey liegende Theile, welche sich dadurch in flüßige Theile, und endlich zusammen in eine dickliche flüßige Materie verändern: welche aber bald dicker, bald dünner, bald weiß, bald gelb, zuweilen grünlich, oder sonsten mit rother und anderer Farbe untermischet.“

Johann Christian Reil, Wegbereiter der romantischen Medizin, wies in seinem 1815 veröffentlichten Entwurf einer allgemeinen Pathologie auf Probleme dieser Theorie hin:

„Zum Schlusse erwähne ich noch der Streitfrage: ob zur Existenz jeder Krankheit eine reizende, materielle Ursach im Körper selbst (eine materia peccans) nothwendig sey. Nach der Humoral - Pathologie nimmt man nämlich allgemein an, die Krankheit verhalte sich zur materia peccans ohngefähr so, wie sich das Sehen zum Licht verhält, werde durch sie nur gesetzt und modificirt, und höre mit ihr auf, so dass fast das ganze Wesen der Krankheit auf der Existenz dieser materia peccans, und deren Kochung und Ausleerung beruhe. Bei den Brüchen, bei Verrenkungen, Wunden u.s.w. fällt es nun zwar in die Augen, dass sie ohne materia peccans existiren. Desto mehr ist man aber von jeher geneigt gewesen, eine solche materielle Ursache bei den dynamischen Krankheiten anzunehmen, weil man hier nach dem Tode keine organische Verletzung findet. Man überredet sich, das Organ selbst sey nicht fehlerhaft gewesen, sondern bloss von etwas Aeusserem krankhaft gereizt worden.“

Auch Samuel Hahnemann verwendete den Begriff, widersprach aber der vorherrschenden Praxis:

„In allgemeinen Entzündungs-Fiebern, im hitzigen Seitenstiche sieht sie [die „Alte Medizin“] sogar die coagulable Lymphe im Blute, die sogenannte Speckhaut für die materia peccans an, welche sie durch wiederholte Ader-Oeffnungen möglichst fortzuschaffen strebt, ungeachtet diese nicht selten bei erneuertem Blutlassen noch zäher und dicker zum Vorschein kommt.“

Mit der Ablösung der Humoralpathologie durch die Zellularpathologie verschwand die Materia peccans aus dem medizinischen Sprachgebrauch, wird aber in der Homöopathie und anderen Bereichen der Alternativmedizin gelegentlich noch verwendet.

## Weitere Verwendung
Diese Redewendung wird im übertragenen Sinn auch für mögliche Gründe anderer Störungen verwendet. So schrieb etwa Karl Marx im Zuge eines Zerwürfnisses zwischen ihm und Ferdinand Lassalle, an dem beide ihren Anteil hatten, schrieb Marx am 7. November 1862 einen Brief an Lassalle: „Du bist also jedenfalls im Unrecht in der Art, wie Du meinen Brief interpretierst; ich bin im Unrecht, weil ich ihn schrieb und die materia peccans lieferte.“